# Fatima Zahra El Mamouny
Fatima Zahra El Mamouny (nom de scène Elmamouny), née le 20 juillet 1999, est une pratiquante marocaine de breakdance.

## Biographie
Initiée par des amis, Fatima El Mamouny débute le breakdance dans la rue à Rabat, au début des années 2010. Ses parents ne la soutiennent pas dans ce choix au départ mais changent d'avis lorsqu'elle se met à remporter des titres et des battles. En 2019, elle est qualifiée pour la finale du Red Bull BC One et représente le Maroc à Mumbai. En mars 2023, elle remporte le championnat national marocain de breaking et le 13 mai de la même année, elle remporte les championnats d'Afrique, se qualifiant pour les Jeux olympiques d'été de 2024,. Elle danse également dans d'autres styles tels que le popping, la danse africaine ou le Hip-hop.